# Nyctophila heydeni
O pirilampo balear (Nyctophila heydeni) é uma espécie de insetos coleópteros polífagos pertencente à família Lampyridae.
Trata-se de uma espécie presente na ilha de Maiorca.